# Sito
Sito je naprava za odjeljivanje zrna određene veličine iz mase zrnatoga, sipkog materijala. Glavni dio sita, prosjevna površina, izvedena je kao rešetka od šipaka, žičana mreža ili perforirana ploča s okruglim ili pravokutnim otvorima. Materijal se na sito doprema ručno ili mehanički, pa zrna manja od otvora propadaju kroz sito, a veća zrna na njem zaostaju. Višekratnim prosijavanjem kroz sita s različitom veličinom otvora može se smjesa zrnatih ili praškastih čestica različite veličine razdvojiti na više frakcija (u kemiji, frakcija je dio izdvojen iz neke smjese, na primjer frakcijskom destilacijom, kristalizacijom i drugim). Razlikuju se ravna i valjkasta sita, nepomična i pomična. Nepomično ravno sito nagnuta je čelična rešetka, na koju se materijal obično sipa izravno iz prijevoznog (transportnoga) vozila, pa sitna zrna propadaju kroz otvore rešetke, a krupna kližu po površini sita i ulaze u spremnik. Najčešći su oblici gibanja pomičnih sita kružno ili eliptično gibanje tjerano ekscentrom, njihanje i vibracijsko gibanje (tresenje) ravnih sita, te rotacija (vrtnja) valjkastih sita u okomitoj ravnini. Kao posebna vrsta izdvaja se prosijavanje djelovanjem ultrazvuka. Sita se najviše rabe u mlinarstvu, građevinarstvu, rudarstvu i kemijskoj industriji, te u kućanstvu.

## Klasiranje
Klasiranje (prema klasa) je separacijska operacija procesne tehnike; služi za razdvajanje zrnatih tvari ili materijala na frakcije (klase) prema veličini, a odvija se prosijavanjem ili u fluidu. Klasiranje prosijavanjem u industrijskoj se praksi primjenjuje uglavnom za zrna veća od 1 milimetar, dok klasiranje u fluidu (tekućina ili plin) obuhvaća granulacijski raspon od 4 do 0,5 mm, iznimno i od 0,5 do 0,1 mm. Veličina zrna kao osnova klasiranja jednoznačno se može odrediti samo za pravilne oblike, na primjer za kuglu promjerom, za kocku duljinom brida. Za nepravilne oblike, kakvi su u prirodi najčešći, veličina zrna određuje se drugačije, najčešće promjerom otvora sita ili takozvanim ekvivalentnim promjerima, na primjer promjerom kugle koja ima jednak obujam kao nepravilno zrno. Klasiranje prosijavanjem s pomoću sita može biti suho ili mokro. 
Prosjevne površine sita izvedene su od šipaka, perforiranih ploča ili mreže od upletene žice, s otvorima određene veličine. Zrna manja od otvora propadaju kroz sito kao prosjev, a veća zrna zaostaju na situ kao osjev. Sita mogu biti nepomična ili pomična, a tvari ili materijali mogu se po prosjevnoj površini sita kretati kotrljanjem ili odbacivanjem.
Klasiranje u fluidu (u kapljevitom ili plinovitom mediju) temelji se na brzini padanja zrna, koje je u početku jednoliko ubrzano, a nakon nekog vremena, zbog trenja, prelazi u jednoliko neubrzano. Tako zrna postižu stalnu (konstantnu) konačnu brzinu padanja, koja ovisi o njihovoj gustoći i veličini, pa se zrna jednake konačne brzine (supadna zrna) mogu odijeliti u frakcije. Odvajanje po veličini može se provesti samo iz kolektiva zrna jednake gustoće (klasiranje), jer veću brzinu imaju veća zrna. Slično, odvajanje po gustoći može se provesti samo iz kolektiva zrna jednake veličine (sortiranje), jer veću brzinu imaju gušća zrna. Uređaji za klasiranje u fluidu najjednostavnije se, prema polju primijenjene sile, dijele na gravitacijske i centrifugalne. Gravitacijski uređaji nadalje se razlikuju prema smjeru strujanja fluida i padanja zrna. Ako je strujanje fluida vodoravno tako da čini kut s putanjom (trajektorijem) zrna, klasiranje se naziva sedimentacijsko ili klasiranje u križnom toku. Ako su smjerovi strujanja fluida i padanja zrna suprotni, klasiranje je protustrujno. Gravitacijski uređaji za klasiranje dijele se i na mehaničke i nemehaničke, ovisno o načinu uklanjanja grube frakcije iz uređaja. Centrifugalni su uređaji hidrocikloni, ili općenito cikloni.